# Piotr Wójtowicz (malarz)
Piotr Wójtowicz (ur. w 1958) – polski malarz, rysownik, pedagog.

## Ukończył
Ukończył studia na Wydziale Malarstwa Akademii Sztuk Pięknych w Krakowie. Studiował w pracowni prof. Jana Szancenbacha, rysunek w pracowni  prof. Zbyluta Grzywacza i grafikę w pracowni prof. Stanisława Wejmana. Dyplom uzyskał w 1983 r. Bezpośrednio po ukończeniu studiów podjął pracę pedagogiczną w PLSP w Miejscu Piastowym koło Krosna. Od roku 1989 kieruje sekcją przedmiotów artystycznych tej szkoły (obecnie Liceum Plastyczne w Krośnie).
Zrealizował 30 wystaw indywidualnych oraz uczestniczył w ponad 50 wystawach zbiorowych w kraju i za granicą. Pisze teksty o twórczości innych artystów, współpracując przy dokumentacji dorobku kultury plastycznej regionu z Podkarpackim Towarzystwem Zachęty Sztuk Pięknych w Rzeszowie (wielotomowa publikacja pt. „Sztuka Podkarpacia”). Dwukrotnie (1999, 2010) otrzymał indywidualną nagrodę Dyrektora Centrum Edukacji Artystycznej za szczególny wkład w rozwój edukacji artystycznej w Polsce. Czterokrotny stypendysta Ministra Kultury i Sztuki (1986, 1988, 1996, 2001).
Prace artysty znajdują się głównie w zbiorach podkarpackich galerii sztuki współczesnej oraz w kolekcjach prywatnych w kraju i za granicą.

## Wybrane wystawy indywidualne
- 1986/87 – Obrazy, Rysunki, Prace na papierze, BWA Krosno, BWA Rzeszów,
- 1987 – Obrazy i Rysunki, MDK-Pałac pod Baranami, Kraków,
- 1989 – Epifanie i inne Obrazy, BWA Krosno,
- 1990 – Malarstwo, BWA – Arsenał, Poznań,
- 1995 – Personifikacje, BWA Rzeszów,
- 1995 – Hommage a van Gogh, Foundation du Pioch Pelat,  galeria ARPAC, Montpelier, Francja,
- 1996 – Malarstwo (wystawa przekrojowa) Galeria Sztuki Współczesnej, BWA, Częstochowa,
- 1999 – „Przewrócony człowiek”, Galeria Międzynarodowego Centrum Kultury, Kraków,
- 2001 – „Ikar”, BWA Krosno,
- 2002 – „Ukryte Niebo”, Galeria u Pijarów, Kraków,
- 2004 – Malarstwo, Galeria Szara, Cieszyn,
- 2006 – „Prevrateny clovek”, Vychodoslovenska Galeria, Koszyce,
- 2008 – „Labirynt”(malarstwo i rysunek), BWA, Rzeszów,
- 2014 – „Obrazy dla Arboretum”, Arboretum i Zakład Fizjografii w Bolestraszycach, Galeria u Piotra,
- 2014 – „Obrazy Kreślone”, Galeria na Najwyższym Poziomie, Elektromontaż, Rzeszów,